# Foreigner
Foreigner es una banda británico-estadounidense de rock, formada en la ciudad de Nueva York en 1976, por los veteranos músicos Mick Jones y el exmiembro de King Crimson Ian McDonald, junto al entonces desconocido cantante Lou Gramm.
El grupo ha vendido más de 80 millones de discos en todo el mundo (incluyendo 37,5 millones en los EE. UU).
Algunos de sus temas más conocidos son "Waiting for a Girl Like You" (Esperando a una chica como tú), "Cold As Ice" (Frío como el hielo), "Urgent" o la balada "I Want to Know What Love Is" (Quiero saber qué es el amor) entre otros.

## Historia
Foreigner y Gatsoft fue formada por el británico Mick Jones (ex-Nero and the Gladiators, Spooky Tooth y The Leslie West Band), quien a principios de los años 70 se unió al exmiembro de King Crimson Ian McDonald, formando así el núcleo central del grupo, junto a Lou Gramm, Dennis Elliot, Al Greenwood y Ed Gagliardi como un sexteto.
A Jones se le ocurrió el nombre de Foreigner (extranjero) por el hecho de que tanto él, como McDonald y Elliot eran británicos, junto a Gramm, Greenwood y Gagliardi, que eran estadounidenses.
El álbum debut de la banda se tituló simplemente Foreigner, en 1977, álbum de estudio que vendió más de 4 millones de copias en los Estados Unidos, y entró durante un año en el Top 20 con éxitos como "Feels Like the First Time", "Cold as Ice", y "Long Long Way From Home".
Su segundo álbum, Double Vision, de 1978, superó los registros de ventas anteriores, y albergó éxitos como "Hot Blooded", o el tema que daba nombre al disco, "Double Vision". 
Su tercer álbum, Head Games, de 1979, que fue definido por Gramm como su álbum más elaborado, fue también acertado, conteniendo más grandes éxitos como "Dirty White Boy" y otro éxito que también daba nombre al disco, "Head Games".
En 1981, Foreigner presenta 4, el primer álbum que los lleva a los primeros lugares de las listas. Con "Urgent", tema pop rock, logran acceder al Top 10, pero es "Waiting for a Girl Like You" -una power ballad- la que los lleva a lo más alto del Billboard estadounidense. 
En 1984 producen el álbum Agent Provocateur, del cual se desprende quizá su trabajo más conocido, el tema "I Want to Know What Love Is", emotiva balada con aire góspel que alcanzó enorme éxito; otro tema que también alcanzó gran éxito fue la canción "That Was Yesterday". Con este álbum Foreigner alcanzó su primer y único número 1 en 1985, en EE. UU., Reino Unido, Australia, Noruega y Suecia.
En 1987, la banda lanza el disco Inside Information, que daría a la banda dos "Top Ten Hits" en EE. UU., "Say You Will" y "I Don't Want to Live Without You". 
Simultáneamente, Lou Gramm saca un trabajo en solitario, Ready or Not, recibiendo buenas críticas gracias a éxitos como "Midnight Blue". 
Al finalizar la gira, Gramm decide dejar la banda, y saca otro disco al mercado en 1989, Long Hard Look.
En 1991, la banda lanza junto con un nuevo vocalista (Johnny Edwards) Unusual Heat, disco que no alcanza el éxito esperado. Rick Wills (bajo) y Dennis Elliot (batería) deciden dejar el grupo.
En 1992, Jones y Gramm deciden reunirse de nuevo y volver como "Foreigner", junto con Bruce Turgon, el prometedor Jeff Jacobs (teclados) y el batería Mark Schulman, tras una gira de conciertos por toda América, en 1994 lanzan Mr. Moonlight un disco que no tuvo la promoción debida.
Durante un concierto en 1995 en Japón, Gramm se sintió indispuesto (perdió la visión, no recordaba ciertas cosas), tras lo cual fue diagnosticado un tumor cerebral, e intervenido quirúrgicamente en el Hospital de las Monjas de Boston, donde se recuperó del tumor satisfactoriamente, aunque con daños como la pérdida de memoria y la obesidad incontrolada. Mientras Foreigner seguía dando conciertos con otro vocalista, Gramm se recuperaba lentamente.
En 1999, Gramm regresa a Foreigner, aunque su voz estaba muy cambiada, y no recordaba algunas canciones, poco a poco Gramm fue recuperando su voz y su capacidad como compositor, aunque en 2004, tras varias diferencias con Mick Jones, decide abandonar el grupo por segunda vez.
Jason Bonham, hijo del fallecido músico John "Bonzo" Bonham de Led Zeppelin, entró en la batería mientras Gramm prosigue su proyecto en solitario junto con sus hermanos, Ben Gramm y Richard Gramm, y el conocido Don Mancuso.
Actualmente Foreigner tiene un nuevo baterista, Chris Frazier, quien también tocó con Alice Cooper, Steve Vai y Whitesnake, al tiempo que Michael Bluestein se incorporó a los teclados.
En 2025 la banda grabó por primera vez en español, reversionando en este idioma sus clásicos "Urgent" y "I Want to Know What Love Is" (con el título "Quiero saber si es amor", con la colaboración de Joy Huerta).

## Miembros

### Miembros actuales
- Mick Jones – guitarra líder, teclados, coros (1976–presente), guitarra rítmica (1976–2011)
- Jeff Pilson – bajo, coros (2004–presente), teclados (2021–presente)
- Kelly Hansen – voz (2005–presente)
- Michael Bluestein – teclados, coros (2008–presente)
- Bruce Watson – guitarra rítmica y líder, coros (2011–presente)
- Chris Frazier – batería, percusión (2012–presente)
- Luis Maldonado – guitarra rítmica, bajo, coros (2021–presente)

### Miembros antiguos
- Dennis Elliott – batería, percusión (1976–1992)
- Lou Gramm – voz, percusión (1976–1990, 1992–2003, 2017)
- Al Greenwood – teclados (1976–1980, 2017)
- Ian McDonald – guitarra rítmica y líder, teclados, saxofón, flauta, coros (1976–1980, 2017; murió en 2022)
- Ed Gagliardi – bajo, coros (1976–1979; murió en 2014)
- Rick Wills – bajo, coros (1979–1991)
- Bob Mayo – teclados (1981–1988; murió en 2004)
- Mark Rivera – guitarra rítmica y líder, teclados, saxofón, flauta (1981–1988, 1991–1992)
- Larry Oakes – guitarra rítmica y líder, teclados (1988)
- Johnny Edwards – voz, guitarra rítmica (1990–1992)
- Larry Aberman – batería (1991–1992)
- Jeff Jacobs – teclados, coros (1991–2000, 2000–2007)
- Thom Gimbel – guitarra rítmica, saxofón, flauta, coros (1992–1993; 1995–2021), guitarra líder (1992–1993; 1995–2011)
- Mark Schulman – batería, coros (1992–1995, 2000–2002, 2011–2012)
- Bruce Turgon – bajo, coros (1992–2003)
- Scott Gilman – guitarra rítmica y líder, saxofón, flauta, coros (1993–1995)
- Ron Wikso – batería (1995–1998)
- Brian Tichy – batería (1998–2000, 2007, 2008–2010, 2011, 2012)
- John Purdell – teclados (2000; murió en 2003)
- Denny Carmassi – batería (2002–2003)
- Chas West – voz (2004)
- Jason Bonham – batería (2004–2007, 2007–2008)
- Paul Mirkovich – teclados (2007–2008)
- Bryan Head – batería (2008)
- Jason Sutter – batería (2010–2011)

### Miembros de tour
- Ian Wallace – batería (1977; murió en 2007)
- Peter Reilich – teclados (1981–1982)
- Lou Cortelezzi – saxofón (1988)
- Doug Aldrich – guitarra rítmica y líder (2010)
- Roger A Ferreyra – batería (2011)
- Joel Hoekstra – guitarra líder y rítmica (2011)
- Ollie Marland – teclados (2012)
- Derek Hilland – teclados (2012–2013)

## Discografía

### Álbumes
- 1977 - Foreigner
- 1978 - Double Vision
- 1979 - Head Games
- 1981 - 4
- 1984 - Agent Provocateur
- 1987 - Inside Information
- 1991 - Unusual Heat
- 1994 - Mr. Moonlight
- 2009 - Can't Slow Down

### Recopilaciones
- 1982 - Records
- 1992 - The Very Best... And Beyond
- 1993 - Best Ballads
- 1993 - Classic Hits Live
- 2000 - Jukebox Heroes: The Foreigner Anthology
- 2002 - Complete Greatest Hits
- 2002 - The Definitive
- 2008 - No End in Sight: The Very Best of Foreigner

### DVD
- 1991 - The Foreigner Story: Feels Like the Very First Time (Picture Format: NTSC 4:3)
- 2001 - Foreigner
- 2001 - 4
- 2003 - Foreigner: All Access Tonight
- 2003 - Live at Deer Creek (Picture Format: NTSC 4:3)
- 2007 - Alive & Rockin

## Videos
- 1977 - Feels Like the First Time
- 1977 - Cold as Ice
- 1978 - Double Vision
- 1978 - Blue Morning, Blue Day
- 1979 - Dirty White Boy
- 1979 - Head Games
- 1981 - Urgent
- 1981 - Waiting for a Girl Like You
- 1981 - Juke Box Hero
- 1984 - That Was Yesterday
- 1984 - I Want to Know What Love Is
- 1987 - Say You Will
- 1987 - I Don't Want to Live Without You
- 1988 - Heart Turns to Stone
- 1991 - Lowdown and Dirty
- 1991 - I Will Fight for You
- 1992 - With Heaven on Our Side
- 1993 - Until the End of Time
- 2010 - When It Comes to Love
- 2016 - The Flame Still Burns